# هنین یورنسن
هنین یورنسن (انگلیسی: Henning Jørgensen؛ زادهٔ ۶ مارس ۱۹۴۹) دوچرخه‌سوار اهل دانمارک است.